# Evolve
Pour les articles homonymes, voir Evolve (homonymie).
Evolve est un jeu vidéo du type FPS coopératif développé par Turtle Rock Studios, publié par 2K Games et édité par Take-Two Interactive,,,. Le jeu qui se déroule dans un univers de science-fiction, a été dévoilé en décembre 2012, lors de la faillite de THQ, qui était précédemment propriétaire des droits d'édition.
D'abord prévu pour sortir le 21 octobre 2014, le jeu est publié par 2K Games sur les plates-formes Windows, PlayStation 4 et Xbox One le 10 février 2015.

## Système de jeu
Evolve est un jeu coopératif dans lequel quatre joueurs chassent un monstre de type alien contrôlé par un cinquième joueur. Les chasseurs et les monstres peuvent aussi bien utiliser des capacités particulières pendant le jeu. Le joueur contrôlant le monstre peut tuer d'autres créatures plus petites, ce qui lui permet d'évoluer et de devenir plus fort en entrant dans un stade d'incubation dans un cocon ; cependant, pendant cette courte durée, il est vulnérable. Le jeu propose une variété de cartes, dont l'une est une grande jungle, avec quelques éléments industriels où les joueurs peuvent se réfugier. Il existe différents power-ups pouvant être récoltés par chacun des chasseurs et le monstre en tuant la faune locale. La victoire est obtenue pour les chasseurs en tuant le monstre. De son côté, le monstre peut soit tuer les quatre chasseurs, ou remplir un objectif secondaire, comme la destruction d'une base humaine ou une centrale électrique. Les chasseurs comptent quatre classes : Assaut, Trappeur, Soigneur et Soutien. Chaque classe contient une variété de chasseurs avec différents styles de jeu. Il existe également une palette de 5 monstres appelés « Le Goliath », « Le Kraken », « Le Spectre », « Le Béhémoth » et « La Gorgone » . Le jeu comporte également une campagne solo, cependant, les détails spécifiques de ce mode de jeu n'ont pas encore été révélés.

## Développement
En mai 2011, THQ achète les droits d'édition d'un jeu de tir à la première personne développé par Turtle Rock Studios. À l'époque, le titre est encore inconnu et devait être publié en 2013. Danny Bilson de la direction de chez THQ, déclare son enthousiasme lors de l'E3 au sujet du projet en disant : « Ces gars-là sont vraiment intelligents. C'est l'équipe de Left 4 Dead et c'était super. Celui-ci est énorme. Il me tarde de dévoiler ce jeu. Les gens vont être fous. C'est la conception la mieux pensée depuis le début, que j'ai jamais vue. ».
En octobre 2011, une liste de proposition d'emplois et un tweet posté par le studio confirme que le jeu était à l'époque basé sur le CryEngine 3.
En décembre 2012, THQ dépose une déclaration de faillite. Dans les dépôts de THQ, le jeu est apparu sous le titre Evolve, et il y est décrit comme un « jeu d'action coopératif multijoueur ». Les droits de publication d'Evolve sont rachetés en janvier 2013 par 2K Games pour 10,8 millions de dollars dans la vente aux enchères des actifs de la société THQ.
Le numéro de février 2014 de Game Informer publie un article de couverture qui dévoile officiellement Evolve et les premiers détails majeurs sur le jeu, et dévoile en même temps les plates-formes choisies pour accueillir le jeu fin 2014 (Windows, PlayStation 4, et Xbox One).
Le 18 mars 2014, Game Music Online signale que Charlie Clouser est le compositeur officiellement annoncé chargé de composer les musiques du jeu.
Les pré-commandes d'Evolve débutent le 14 janvier 2014. La pré-commande permet de bénéficier un personnage en DLC et une skin Savage Goliath. Turtle Rock Studios a également annoncé qu'il y aura plus d'un « monstre » au lancement du jeu. Le 22 mai 2014, Turtle Rock Studios annonce une nouvelle classe de chasseurs, nommés Lazarus, Bucket, Maggie, et Hyde, ayant tous de nouvelles capacités et nouvelles armes. Turtle Rock Studios dévoile aussi une map appelée « The Dam ». Lors de l'E3 2014, 2K Games révèle un nouveau monstre, le « Kraken » qui possède la capacité de voler. 2K Games annonce également qu'il y aura trois monstres au lancement du jeu, plus d'une douzaine de cartes et 12 personnages. Cependant confirme également qu'il y aura des contenus téléchargeables multiples pour faire évoluer le jeu après sa sortie.
Le 24 avril 2014, la communication autour du jeu continue, un trailer interactif de 52 minutes est dévoilé.
Le 29 avril 2014, la progression du Goliath est modifiée, alors qu'à l'origine il ne progressait que très peu.
Le 22 mai 2014, la sortie d'Evolve est annoncée pour le 21 octobre 2014, mais la sortie est une nouvelle fois repoussée au 10 février 2015.
Le 7 juillet 2016, le jeu change de modèle économique et passe en free-to-play, cette version s'appelle désormais "Evolve: Stage 2".
Le 25 octobre 2016, 2K Games ont rompu leur contrat avec Turtle Rock Studios, stoppant le développement du jeu.

## Fermeture
Le 03 septembre 2018, les serveurs dédiés à Evolve sont fermés.
- La version free-to-play, Evolve: Stage 2, n'est plus disponible sur le catalogue Steam.
- Quant-a ceux ayant acheté la version commerciale d'origine du jeu, connue désormais sous le nom de Legacy Evolve, ils pourront continuer le multijoueur en peer-to-peer.